# Poa skvortzovii
Poa skvortzovii är en gräsart som beskrevs av N.S. Probatova. Poa skvortzovii ingår i släktet gröen, och familjen gräs. Inga underarter finns listade i Catalogue of Life.